# Pierre levée de Picarel
Pour les articles homonymes, voir Pierre levée.
La pierre levée de Picarel est un menhir situé sur la commune de Saissac, dans le département de l'Aude en région Occitanie.

## Protection
Le menhir est classé au titre des monuments historiques depuis le 21 mars 1949.

## Description
C'est un monolithe en granite de forme conique. Il mesure près de 3,60 m de hauteur pour un périmètre de 5,50 m à la base.